# 陶努斯山区塞尔特斯
陶努斯山区塞尔特斯（德語：Selters (Taunus)），简称塞尔特斯（德語：Selters，發音：[ˈzɛltɐs] ⓘ），是德国黑森州吉森行政区林堡-魏尔堡县的市镇，面积40.47平方千米，2023年12月31日人口为8,176人。